# Бенедикт Долль
Бенедикт Долль (нім. Benedikt Doll; 24 березня 1990) — німецький біатлоніст, чемпіон світу. 
Народився в місті Тітізе-Нойштадт, Німеччина. Одружився влітку 2019 року. Хобі: створення сайтів, гітара. В біатлоні з 2007 року.

## Олімпійські ігри
| Зимові олімпійські ігри | Зимові олімпійські ігри | Інд. гонка | Спринт | Переслідування | Масстарт | Естафета | Зміш. естафета |
| Рік                     | Місце проведення        | Інд. гонка | Спринт | Переслідування | Масстарт | Естафета | Зміш. естафета |
| ----------------------- | ----------------------- | ---------- | ------ | -------------- | -------- | -------- | -------------- |
| 2018                    | Південна Корея          | –          | 6      | 3              | 5        | 3        | –              |
| 2022                    | КНР                     | 6          | 8      | 32             |          | 4        | 5              |

## Виступи на кубку світу
У таблиці наведено статистику виступів біатлоніста в Кубку світу.
- Місця 1–3: кількість подіумів
- Чільна 10: кількість фінішів у першій десятці
- В очках: кількість виступів, на яких біатлоніст здобував очки
- Старти: кількість стартів
- Естафета: включно зі змішаною

| Місця                     | Індивід. | Спринт | Персьют | Мас-старт | Естафета | Разом |
| ------------------------- | -------- | ------ | ------- | --------- | -------- | ----- |
| 1                         |          |        |         |           |          |       |
| 2                         |          |        | 1       | 1         | 3        | 5     |
| 3                         |          | 1      |         |           |          | 1     |
| Чільна 10                 | 2        | 8      | 3       | 2         | 7        | 22    |
| В очках                   | 3        | 18     | 12      | 8         | 7        | 48    |
| Стартів                   | 4        | 21     | 14      | 8         | 7        | 54    |
| Станом на: 06 лютого 2016 |          |        |         |           |          |       |